# Northern Lights (film)
Northern Lights je americké filmové drama z roku 1978. Jde o černobílý snímek, jehož režiséry, scenáristy a producenty byli Rob Nilsson a John Hanson. Vedle jiných v něm hráli například Joe Spano a Susan Lynch. Autorem hudby k filmu je Ozzie Ahlers. Natáčen byl koncem roku 1977 v Severní Dakotě a premiéru měl dne 12. července 1978. Byl inspirován skutečnými událostmi, které se odehrály na počátku dvacátého století. Film získal ocenění Caméra d'Or za filmovém festivalu v Cannes. Rovněž byl neúspěšně nominován na cenu Gold Hugo na Chicagském mezinárodním filmovém festivalu.

## Obsazení
| Robert Behling          | Ray Sorensen     |
| Susan Lynch             | Inga Olsness     |
| Joe Spano               | John Sorensen    |
| Ray Ness                | Henrik Sorensen  |
| Marianna Åström-De Fina | Kari             |
| Helen Ness              | Jenny Sorensen   |
| Thorbjörn Rue           | Thor             |
| Nick Eldredge           | Sven             |
| Jon Ness                | Howard           |
| Gary Hanisch            | Charlie Forsythe |
| Melvin Rodvold          | Ole Olsness      |
| Adelaide Thorntveidt    | Adelaide Olsness |
| Krist Toresen           | Krist            |